# سردار محیی
عبدالحسین خان معزالسلطان معروف به سردار محیی از اعضای خاندان اکبر بود.

## در جریان نهضت مشروطه
مدت کوتاهی پیش از به توپ بستن مجلس در اردیبهشت ۱۲۸۷ معاون وزیر عدلیه شد. در استبداد صغیر فعالیت مستمری علیه محمد علی شاه داشت در جریان فتح تهران در کنار ضرغام السلطنه، ستارخان و باقرخان بود. در سال ۱۲۹۳ حاکم کردستان شد اما از همان حکومتش این ولایت شکایتهای زیادی از عملکرد او شد تا جایی که در بهار سال بعد علمای کردستان در تلگرافخانه متحصن شدند و چون تحصن به جایی نرسید، کسبه دکانهای خود را تعطیل کردند. سرانجام دولت تصمیم گرفت که سردار محیی به تهران برود و یک ماه بماند و از متحصنان در تلگرافخانه خواست خودشان یا نماینده شان به تهران برود و به عدلیه شکایت کند تا در این مدت به شکایت رسیدگی و دربارهٔ سردار محیی تصمیمگیری شد. فرمانفرما وزیرداخله در دفاع از سردارمحیی در مجلس گفت: «سردار محیی را که سال‌ها در مشروطیت زحمت کشیده و در جزء سردارهای مشروطه ما بوده‌است نمی‌توان بی‌مأخذ عزل کرد. دولت در عوض همه آن جانفشانی‌ها کار بزرگی نکرده‌است. نهایت حکومت کردستان را به او داده‌است. در صورتی که خدمات او بر وکلاء و ملت پوشیده نیست و دولت بایستی در حق این نوع خدمتگذاران همراهی کند».
سردارمحیی ارتباط پیچیده و مرموزی با دستگاه جاسوسی انگلستان اینتلیجنت سرویس داشت. برادرش میرزا کریم خان رشتی با نپذیرفتن نقش دولتی، چهره خود را همچنان پنهان نگهداشت ولی سردار محیی مسئولیتهایی بر عهده گرفت. عبدالحسین خان و برادرش در شبکه سری آدمیت عضویت داشتند و در سال ۱۲۸۴ شمسی با تأسیس لژ بیداری ایران به عضویت آن درآمدند. جاه طلبیها و ماجراجوییهای سیاسی این دو برادر، با شیفتگی آنان به تمدن مغرب زمین گره خورد.
ملک‌زاده می‌نویسد: سردار محیی و میرزا کریم خان سری پرشور… داشتند و در عنفوان جوانی با اشخاص روشنفکر و مترقی آمد و شد می‌کردند و عقاید نوین را الهام می‌گرفتند. این دو برادر به واسطه مسافرتی که به اروپا کردند مجذوب تجلیات تمدن نوین شدند.
این دو برادر در کمیته سری رشت عضو بودند و این کمیته با مرام سوسیال دموکرات روشنفکران مجذوب غرب را گرد آورده با حزب سوسیال دموکرات کارگری روسیه ارتباط برقرار کرد که در همین راستا میرزا کریم خان سفرهایی به روسیه داشت. نقش این دو برادر در مشروطه با سیاست انگلیس و شبکه فراماسونری مرتبط است. جلب نیروهای دموکرات و چپ که در راس آنها سلیمان میرزا اسکندری قرار داشت به سوی رضا خان به عنوان پرچمدار ناسیونالیسم ایرانی و مبارزه ضد فئودالی از جمله فعالیتهای این دو برادر است.
حسین مکی خان در اینباره می‌نویسد: میرزا کریم خان رشتی نیز مشیر و مشاور سفارت شوروی بود و هنگام تغییر سلطنت رلهای حساسی در سفارت شوروی بازی نمود و برای موفق ساختن سیاسیون شوروی نسبت به سردار سپه فعالیتهای بیشماری کرد.